# Yamaha Vity 125
Lo Yamaha Vity 125 è uno scooter prodotto dalla casa motociclistica giapponese Yamaha Motor dal 2007 al 2015. Sul mercato francese è stato venduto come MBK Waap.

## Descrizione
Lo scooter è dotato di un'unica motorizzazione dalla cilindrata di 125 cm³ montato in posizione inclinata in avanti, con architettura monocilindrica a 4 tempi, distribuzione monoalbero in testa a due valvole ed alimentazione ad iniezione elettronica con sistema di raffreddamento ad aria. Il peso si attesta a 106 kg. Le ruote hanno diametro di 10 pollici, mentre il sistema frenante è del tipo misto composto da un disco singolo all'anteriore, mentre il freno posteriore è a tamburo. Il design compatto del Vity caratterizzato dal passo di 1250 mm, si contraddistingue per la presenza di una pedana centrale piatta, con la presenza dietro la sella di un portapacchi.